# Episodi di S.W.A.T. (serie televisiva 2017) (prima stagione)
La prima stagione della serie televisiva S.W.A.T. composta da 22 episodi, è stata trasmessa negli Stati Uniti d'America sul canale CBS dal 2 novembre 2017 al 17 maggio 2018.
In Italia la stagione è andata in onda in prima visione assoluta su Rai 2 dal 4 febbraio 2018 al 26 gennaio 2019. Il 25 marzo sono stati trasmessi eccezionalmente due episodi, mentre il 1º aprile tre, spostando la serie in prima serata (alle ore 21:05) e concludendo la messa in onda della prima parte della stagione (episodi nº 1-12). I restanti episodi sono andati in onda dal 18 novembre 2018 al 26 gennaio 2019.
| n° | Titolo originale | Titolo italiano         | Prima TV USA     | Prima TV assoluta Italia |
| -- | ---------------- | ----------------------- | ---------------- | ------------------------ |
| 1  | Pilot            | Come una famiglia       | 2 novembre 2017  | 4 febbraio 2018          |
| 2  | Cuchillo         | Caccia all'uomo         | 9 novembre 2017  | 11 febbraio 2018         |
| 3  | Pamilya          | Corrieri della droga    | 16 novembre 2017 | 18 febbraio 2018         |
| 4  | Radical          | Cause perse             | 23 novembre 2017 | 25 febbraio 2018         |
| 5  | Imposters        | Occhio per occhio       | 30 novembre 2017 | 4 marzo 2018             |
| 6  | Octane           | Segreti e bugie         | 7 dicembre 2017  | 11 marzo 2018            |
| 7  | Homecoming       | Il futuro non è scritto | 14 dicembre 2017 | 18 marzo 2018            |
| 8  | Miracle          | Mireya                  | 21 dicembre 2017 | 25 marzo 2018            |
| 9  | Blindspots       | Mondi diversi           | 4 gennaio 2018   | 25 marzo 2018            |
| 10 | Seizure          | La rivolta              | 11 gennaio 2018  | 1º aprile 2018           |
| 11 | K-Town           | Koreatown               | 18 gennaio 2018  | 1º aprile 2018           |
| 12 | Contamination    | Tutto è veleno          | 1º febbraio 2018 | 1º aprile 2018           |
| 13 | Fences           | Barriere                | 8 febbraio 2018  | 18 novembre 2018         |
| 14 | Ghosts           | Fantasmi                | 8 marzo 2018     | 18 novembre 2018         |
| 15 | Crews            | Soldi facili            | 29 marzo 2018    | 25 novembre 2018         |
| 16 | Payback          | Fino in fondo           | 5 aprile 2018    | 2 dicembre 2018          |
| 17 | Armory           | Fuori controllo         | 12 aprile 2018   | 9 dicembre 2018          |
| 18 | Patrol           | Un nuovo inizio         | 19 aprile 2018   | 16 dicembre 2018         |
| 19 | Source           | La fonte                | 26 aprile 2018   | 19 gennaio 2019          |
| 20 | Vendetta         | Resa dei conti          | 3 maggio 2018    | 19 gennaio 2019          |
| 21 | Hunted           | Prede                   | 10 maggio 2018   | 26 gennaio 2019          |
| 22 | Hoax             | Fake News               | 17 maggio 2018   | 26 gennaio 2019          |

## Come una famiglia
- Titolo originale: Pilot
- Diretto da: Justin Lin
- Scritto da: Aaron Rahsaan Thomas e Shawn Ryan

### Trama
Daniel Hondo Harrelson inizia ad essere combattuto tra la lealtà verso le strade in cui è cresciuto e il dovere verso i suoi colleghi, quando ha il compito di dirigere la S.W.A.T. dopo che il suo caposquadra Buck è stato licenziato per aver sparato accidentalmente ad un ragazzo nero di nome Raymond. Intanto si aggiunge alla squadra Jim Street, trasferito dal dipartimento di polizia di Long Beach. In seguito Hondo, diventando il capo della S.W.A.T, dovrà chiudere la sua storia con il suo superiore Jessica Cortez con la quale ha una relazione.
- Ascolti USA: telespettatori 6 740 000[9]
- Ascolti Italia: telespettatori 1 765 000 – share 7.4%[10]

## Caccia all'uomo
- Titolo originale: Cuchillo
- Diretto da: Billy Gierhart
- Scritto da: Craig Gore

### Trama
Hondo e il team S.W.A.T. si dividono per Los Angeles alla ricerca di quattro detenuti evasi (incluso un violento criminale che Jessica aveva aiutato ad assicurare alla giustizia), prima che Mumford e il suo team li battano negli arresti. Inoltre, il nuovo ruolo di team leader di Hondo viene messo in discussione quando Street mostra una palese negligenza verso il protocollo S.W.A.T. Jessica e Hondo riprendono la loro relazione, ma decidono di tenerla segreta.
- Ascolti USA: telespettatori 6 590 000[11]
- Ascolti Italia: telespettatori 1 790 000 – share: 7.3%[12]

## Corrieri della droga
- Titolo originale: Pamilya
- Diretto da: Billy Gierhart
- Scritto da: Sam Humphrey

### Trama
Il nuovo arrivato Jim Street mette a rischio il suo posto nel team di Hondo quando accetta di fare un favore a sua madre, che si trova in carcere. Inoltre, la squadra è alla ricerca della mente senza scrupoli dietro un’organizzazione di narcotrafficanti che obbliga i migranti a fare da corrieri per la droga.
- Ascolti USA: telespettatori 6 260 000[13]
- Ascolti Italia: telespettatori 1 639 000 – share: 6.6%[14]

## Cause perse
- Titolo originale: Radical
- Diretto da: Greg Beeman
- Scritto da: Kent Rotherham

### Trama
La puntata si apre con la festa del battesimo del terzo figlio di David ‘Deacon‘ Kay, l'unico membro della S.W.A.T. sposato e con figli. La festa a casa di Deacon però finisce in fretta perché un terrorista muore accidentalmente mentre sistema una bomba e fa scatenare un’esplosione a Highland Park. Il team S.W.A.T. si affretta a cercare il complice dell’uomo prima che esplodano altri ordigni. In più, Hondo si mette in contatto con Buck (Louis Ferreira), il suo ex team leader, quando teme che si sia isolato dopo la sua recente sparatoria. Jessica scopre quanto sia difficile avere un rapporto d'amore con un poliziotto della S.W.A.T.
- Ascolti USA: telespettatori 5 840 000[15]
- Ascolti Italia: telespettatori 1 919 000 – share: 7.3%[16]

## Occhio per occhio
- Titolo originale: Imposters
- Diretto da: Guy Ferland
- Scritto da: VJ Boyd

### Trama
Quando una serie di invasioni domestiche sono commesse da dei rapinatori vestiti da agenti della S.W.A.T in un quartiere di lusso, Hondo e il team sospettano che le famiglie svaligiate nascondano qualcosa. Inoltre, quando Deacon e Luca sono assegnati per proteggere un giocatore professionista di hockey in visita che sta ricevendo minacce di morte, l'inclinazione di costui ai problemi diventa una complicazione.
- Ascolti USA: telespettatori 6 710 000[17]
- Ascolti Italia: telespettatori 1 997 000 – share: 7.9%[18]

## Segreti e bugie
- Titolo originale: Octane
- Diretto da: Eagle Egilsson
- Scritto da: Michael Jones-Morales

### Trama
Hondo mette da parte i suoi dubbi sulla sconsideratezza di Jim Street e permette al novizio di andare sotto copertura come intermediario in un giro di furti di auto di lusso per arrestare uno spietato trafficante. Inoltre, Hondo fa visita a Raymond, l'adolescente che è stato recentemente colpito da Buck, ex capo della squadra S.W.A.T. che ha ora a che fare con Disturbo da stress post-traumatico.
- Ascolti USA: telespettatori 6 250 000[19]
- Ascolti Italia: telespettatori 1 730 000 – share: 6.8%[20]

## Il futuro non è scritto
- Titolo originale: Homecoming
- Diretto da: John Showalter
- Scritto da: Alison Cross

### Trama
Quando un amico d’infanzia di Hondo, ora in carcere, gli chiede di proteggere suo figlio dalle violenze di una gang, la S.W.A.T. individua una nuova realtà di crimine locale. Inoltre, il nonno di Luca, una leggenda della S.W.A.T., muore e Luca lotta con il suo dolore e con la sua rabbia perché suo nonno era razzista, non voleva che suo nipote stesse nella stessa squadra di Hondo solo perché questi è nero. Street chiede a Chris di uscire insieme, ma lei gli dice che non esce con i colleghi e che è bisessuale.
- Ascolti USA: telespettatori 6 450 000[21]
- Ascolti Italia: telespettatori 1 666 000 – share 6.6%[22]

## Mireya
- Titolo originale: Miracle
- Diretto da: Holly Dale
- Scritto da: A.C. Allen

### Trama
Hondo e il team S.W.A.T. vengono obbligati a lavorare durante le vacanze di Natale quando un cartello della droga è in cerca di sangue dopo che il loro deposito di lingotti d’oro è stato trafugato. Inoltre, Jessica attira l’attenzione di Michael Plank, presidente della Commissione di Polizia, quando lo approccia con le sue idee per migliorare la divisione S.W.A.T.
- Ascolti USA: telespettatori 6 280 000[23]
- Ascolti Italia: telespettatori 1 580 000 – share 6.4%[24]

## Mondi diversi
- Titolo originale: Blindspots
- Diretto da: Billy Gierhart
- Scritto da: Michael Gemballa

### Trama
Quando una denuncia per cattiva condotta presentata ai danni di Hondo lo fa rimuovere dal servizio attivo, Deacon gli subentra nella guida del team alla ricerca di una banda di rapinatori che sta colpendo i dispensari di marijuana. Inoltre, quando Tan nota una somiglianza tra le rapine attuali e un caso risalente al suo periodo con il LAPD di Hollywood, chiede aiuto ad una informatrice con cui ha una storia complicata.
- Ascolti USA: telespettatori 6 210 000[25]
- Ascolti Italia: telespettatori 1 580 000 – share 6.4%[24]

## La rivolta
- Titolo originale: Seizure
- Diretto da: Larry Teng
- Scritto da: Aaron Rahsaan Thomas

### Trama
Mentre il team S.W.A.T. si introduce in una prigione durante una rivolta per salvare degli ostaggi civili, Hondo sospetta che i detenuti abbiano un motivo ulteriore dietro l’insurrezione. Nel frattempo Annie, la moglie di Deacon, arriva al quartier generale con una torta per celebrare il decimo anniversario del marito con la divisione S.W.A.T. ma si sente male all'improvviso e viene portata in ospedale. Ha avuto un ictus e viene operata d'urgenza al cervello. Deacon viene a sapere di Annie solo a fine operazione e si precipita immediatamente all'ospedale. Per fortuna l'operazione di Annie si risolve per il meglio.
- Ascolti USA: telespettatori 6 380 000[26]
- Ascolti Italia: telespettatori 1 714 000 – share 7,69%[27]

## Koreatown
- Titolo originale: K-Town
- Diretto da: Omar Madha
- Scritto da: Craig Gore

### Trama
Hondo si coalizza con una vecchia amica della DEA, l’agente speciale Katrina ‘K.C.‘ Walsh (la leggenda del rap MC Lyte), per una task force mirata allo smascheramento del leader segreto di un giro di contrabbando di Fentanil. Inoltre, Jessica e Michael Plank, presidente della Commissione di Polizia, cominciano a implementare le nuove iniziative comunitarie per le forze dell’ordine. Nel frattempo Dominic Luca è di nuovo single, mentre Deacon si è preso una pausa dal lavoro per due settimane per assistere Annie convalescente. Appena Deacon rientra in servizio, però, Annie si sente di nuovo male e viene portata d'urgenza in ospedale. Deacon si dispera pensando di perdere Annie e si incolpa per aver pensato sempre prima al lavoro e poi alla famiglia. Grazie a Michael Plank che ha rintracciato il miglior chirurgo, Annie viene nuovamente operata al cervello per la rimozione di un coagulo con esito positivo.
- Ascolti USA: telespettatori 6 020 000[28]
- Ascolti Italia: telespettatori 1 922 000 – share 8,41%[27]

## Tutto è veleno
- Titolo originale: Contamination
- Diretto da: Elodie Keene
- Scritto da: Robert Wittstadt

### Trama
Hondo e il team S.W.A.T. uniscono le forze con l’FBI per una caccia all’uomo alla ricerca dei membri di un gruppo di milizia sovranista che pianificano un attacco terroristico nazionale usando il cianuro come arma. Nel frattempo Jessica e Michael Plank continuano a lavorare insieme per le iniziative di miglioramento del rapporto tra polizia e comunità, ma lei ha paura di avere in futuro un impatto negativo nel dipartimento.
- Ascolti USA: telespettatori 6 230 000[29]
- Ascolti Italia: telespettatori 1 972 000 – share 9,10%[27]

## Barriere
- Titolo originale: Fences
- Diretto da: Alex Graves
- Scritto da: Sam Humphrey

### Trama
Michael Plank, il Presidente della Commissione di polizia, scopre la relazione segreta tra Hondo e Jessica. Nel frattempo un fuggiasco è entrato in America senza documenti e la S.W.A.T. e i federali si trovano al centro di un dibattito sull'immigrazione in tutta la città. Hondo, dopo aver parlato con Michael Plank, decide di lasciare Jessica per farla avanzare di carriera. Jessica e Hondo hanno l'ultimo confronto e nonostante si dicano "Ti amo" capiscono di non avere altre chance e decidono di lasciarsi definitivamente.
- Ascolti USA: telespettatori 5 320 000[30]
- Ascolti Italia: telespettatori 1 387 000 – share 5,75%[31]

## Fantasmi
- Titolo originale: Ghosts
- Diretto da: John Showalter
- Scritto da: Michael Jones-Morales

### Trama
In un flashback di due anni addietro, il comandante della S.W.A.T era ancora Buck e Luca non riuscì a salvare la vita di un ragazzo. Nel presente Hondo e la squadra vanno a caccia di un serial killer che è sfuggito alla giustizia proprio due anni prima fingendo la sua morte. Inoltre, Hondo si preoccupa del fatto che Buck Spivey stia precipitando verso la depressione dopo essere stato licenziato dal dipartimento.
- Ascolti USA: telespettatori 5 570 000[32]
- Ascolti Italia: telespettatori 1 237 000 – share 6,20%[31]

## Soldi facili
- Titolo originale: Crews
- Diretto da: Hanelle M. Culpepper
- Scritto da: V.J. Boyd

### Trama
Il lavoro diventa personale per Hondo quando un suo amico informatore viene ucciso mentre cerca informazioni su una banda di rapinatori che assalta i furgoni portavalori. La task force congiunta tra S.W.A.T. e FBI cerca di catturare questi rapinatori, soprannominati "la banda del pit stop", per via della velocità con cui effettuano queste rapine. Inoltre, il capo della task force dell'FBI agisce in modo irregolare e Jessica si preoccupa del comportamento della donna durante il lavoro di squadra. Infatti, Luca addestra le nuove leve e una di queste è una donna.
- Ascolti USA: telespettatori 5 260 000[33]
- Ascolti Italia: telespettatori 1 609 000 – share 6,44%[34]

## Fino in fondo
- Titolo originale: Payback
- Diretto da: Billy Gierhart
- Scritto da: Alison Cross

### Trama
Una giovane ereditiera, Juliette Carlton, viene rapita con una richiesta di un riscatto. Hondo e la squadra S.W.A.T., con l'aiuto della ex guardia del corpo della ragazza, vanno a cercarla in tutta la città prima che sia troppo tardi. Inoltre, il team si preoccupa per Mumford perché annuncia che si sposerà per la quarta volta.
- Ascolti USA: telespettatori 5 050 000[35]
- Ascolti Italia: telespettatori 1 426 000 – share 5,77%[36]

## Fuori controllo
- Titolo originale: Armory
- Diretto da: Rob J. Greenlea
- Scritto da: Craig Gore

### Trama
La squadra deve salvare una famiglia presa in ostaggio da un noto criminale affiliato a un cartello della droga. Nel mentre Street si lamenta con Chris di ritrovarsi a uscire sempre con donne che lo usano e basta.
- Ascolti USA: telespettatori 5 310 000[37]
- Ascolti Italia: telespettatori 1 482 000 – share 6,05%[38]

## Un nuovo inizio
- Titolo originale: Patrol
- Diretto da: Norberto Barba
- Scritto da: A.C. Allen

### Trama
Una volta al mese la S.W.A.T. deve pattugliare le strade. Chris sarà in coppia con Mumford in una volante della polizia, Street con Tan, mentre Luca e Deacon si occupano di ragazzini problematici. Intanto Hondo dovrà occuparsi di suo padre.
- Ascolti USA: telespettatori 5 320 000[39]
- Ascolti Italia: telespettatori 1 566 000 – share 6,50%[40]

## La fonte
- Titolo originale: Source
- Diretto da: Doug Aarniokoski
- Scritto da: Michael Gemballa

### Trama
La squadra viene incaricata di proteggere una giornalista russa di alto profilo in visita a Los Angeles dagli assassini ma, quando la sua riluttanza a collaborare sfocia in una sparatoria, Hondo la costringe a rivelare che è sul punto di scoprire una massiccia operazione di contrabbando di armi ed è intenzionata a proteggerla. cercando di incontrare una fonte che fornirà la chiave finale. Mentre la proteggono durante una conferenza, Deacon e Luka scoprono che i sicari hanno i componenti per un attacco bioterroristico e uno dei membri della squadra si getta sulla linea di fuoco per proteggere la giornalista. Nel frattempo, a soli pochi giorni dalla fine della sua pena detentiva, Street affronta una crisi personale per aver permesso a sua madre di vivere con lui, che costringe Luka a cercare ancora una volta un posto dove stare. Nel disperato tentativo di evitare la sua presenza indesiderata nelle loro case, il resto della squadra cerca di trovargli un posto e il motivo per cui rifiuta di impegnarsi in una casa permanente.
- Ascolti USA: telespettatori 5 220 000[41]
- Ascolti Italia: telespettatori 1 189 000 – share 5,27%[42]

## Resa dei conti
- Titolo originale: Vendetta
- Diretto da: Billy Gierhart
- Scritto da: Kent Rotherham

### Trama
Facendo seguito a ciò che è emerso nell'episodio K-Town, la sorveglianza clandestina di Hondo su Jae Kim lo mette nei guai con gli ufficiali in comando della polizia di Los Angeles dopo che è stato l'obiettivo di un tentativo di omicidio. Hondo viene messo in panchina mentre la squadra prosegue le sue indagini, ma sorgono problemi quando l'ex agente della DEA KC Walsh, contatto di Hondo, viene scoperto con il cadavere dell'unico uomo che potrebbe testimoniare contro Kim. Per arrestare legalmente Kim, Hondo convince la banca a cancellare un prestito di 25 milioni di dollari a Kim, cosa che lo costringe a trovare i soldi rapidamente, e quindi organizza un'operazione di puntura, ma il piano si svela quando Hondo scopre che è stato il commissario Plank a farlo. ha raccontato a Kim delle indagini di Hondo, che hanno portato all'attentato alla sua vita. Cortez deve costringere Hondo e Plank a mettere da parte le loro divergenze quando Plank deve andare sotto copertura.
- Ascolti USA: telespettatori 5 090 000[43]
- Ascolti Italia: telespettatori 1 085 000 – share 5,33%[42]

## Prede
- Titolo originale: Hunted
- Diretto da: Nina Lopez-Corrado
- Scritto da: Matthew T. Brown

### Trama
Quando una banda di motociclisti inizia a uccidere sfacciatamente i propri rivali, Deacon suggerisce una visita al suo ex compagno di pattuglia, che era sotto copertura nella banda, mentre la squadra di Mumford cerca di radunare i membri della banda. All'arrivo nella capanna dell'ex poliziotto, Deacon e Hondo cadono in un'imboscata e sono costretti a fuggire nel bosco, apprendendo che l'ex partner di Deacon ha cambiato schieramento dopo il suo ritiro e ora è veramente in combutta con la banda. Mentre cercano di stare al passo con i loro inseguitori, devono affrontare alcune questioni irrisolte tra di loro. Nel frattempo, Chris cerca la verità su una candidata della SWAT per aiutarla a superare la selezione.
- Ascolti USA: telespettatori 5 540 000[44]
- Ascolti Italia: telespettatori 1 181 000 – share 5,14%[45]

## Fake News
- Titolo originale: Hoax
- Diretto da: Billy Gierhart
- Scritto da: Aaron Rahsaan Thomas

### Trama
Dopo aver risposto a una falsa chiamata al 911, la squadra deve correre contro il tempo per fermare le minacce di bombe in tutta la città da parte di un gruppo di suprematisti bianchi. Per facilitare la ricerca, Hondo chiede aiuto ai suoi amici d'infanzia e a suo padre per identificare i sospettati. Nel frattempo, il rapporto di Street con la squadra è teso quando deve affrontare una crisi che coinvolge sua madre e suo zio. In seguito, Hondo rimanda Street in pattuglia per avergli mentito e salta la partecipazione al rinnovo del voto di matrimonio di Deacon. Cortez apprende anche da una trasmissione televisiva che Plank è candidato alla carica di governatore.
- Ascolti USA: telespettatori 6 030 000[46]
- Ascolti Italia: telespettatori 1 082 000 – share 5,19%[45]